# 中嶋康孝
yas nakajima（ヤス ナカジマ、中嶋康孝（なかじま やすたか、Yasutaka Nakajima）、1982年11月15日 - ）は、日本のギタリスト、シンガー、ソングライター、プロデューサー。京都生まれ、広島、愛媛（松山）で育つ。高校卒業後、単身渡米。ロサンゼルスの音楽専門学校ミュージシャンズ・インスティテュート (Musicians Institute) GIT科 (ギター科) 卒業。シンガー、ソングライターとしてのみならず、ギタリスト、プロデューサーとしても国内外様々なアーティストとの共演を果たしている。

## 来歴
- 1982年11月15日 - 京都府に生まれる。
- 14歳でギターを始め、翌年にヤマハ音楽振興会主催の TEENS' MUSIC FESTIVALでベストギタリスト賞を受賞。地元のライブハウスである松山サロンキティを中心にライブ活動を開始する。当時のバンド名はTogether。
- 16歳の時、夢中だったバンド"MR. BIGのボーカルERIC MARTIN(エリックマーティン)が地元松山にインストアライブで訪れた際、本人に指名され、一緒にMR. BIGの名曲"TO BE WITH YOU"を歌う。この出来事が後押しとなり、渡米を決意。
- 松山南高等学校卒業後、18歳で単身渡米。ロサンゼルスに渡る。音楽専門学校ミュージシャンズ・インスティテュート(Musicians Institute)入学。Brett Garsed(ブレット・ガースド)、Scott Henderson(スコット・ヘンダーソン)、Jeniffer Batten(ジェニファー・バトゥン)らからギターを学ぶ。在学中、SLAVE DRIVER（スレイヴドライバー）を結成。ハリウッドのライブハウスを中心にライブ活動をする。(ザ・ロキシー・シアター、ウィスキー・ア・ゴーゴー、ザ・ヴァイパー・ルーム)など、ロサンゼルスを代表するライブハウスに出演。
- 2002年 - 帰国後2か月間の名古屋での生活後、上京。バンドメンバーを探すもいいシンガーに出逢えず、自らボーカルを担当することを決意。この時はギター&ボーカル。突然のベーシスト脱退により、ベーシストが見つかるしばらくの間、ベースボーカルになることを余儀なくされるが、その編成を気に入ったレコード会社からのオファーでデビューが決まる。(デビュー前に自主制作したCDは計3枚。全て完売。)
- 2005年06月26日 - スピカ『虹色ドライブ』でインディーズデビュー。(スピカでデビュー前、SLAVE DRIVER名義でコンピレーションアルバム"Neo Generation Vol2"に-ES-で参加。)その後、全ての楽曲の作詞作曲担当。アレンジもほほ中嶋が担当する。
- 2005年10月26日 - 2nd Album『夢で見た場所』発売。TBSラジオ月押しアルバム&アーティストに選ばれる。
- 2006年8月6日-3rd Album『陽の当たる場所』発売。レーシングチーム「童夢」のCMソング（関西ローカル）に起用される。
- 2008年01月30日 - 4th Album『かざぐるま』発売
- 2008年07月 - スピカ『BEST!!!』でメジャーデビュー。
- 2011年02月 - スピカ無期限の活動休止。"中嶋康孝"としてソロ活動を本格的にスタートさせる。
- 2011年09月25日 - 1st Album『TOKYO』発売。翌年完売。
- 2013年11月18日 - 代官山UNITにてワンマンライブ～what a wonderful day the 31st Anniversary～を開催。
- 2014年01月15日 - 金佑龍（Vo,Gt / ex.cutman-booche）、河原真（Ba / ROCK'A'TRENCH）、脇山広介（Dr / tobaccojuice、Liquid）らと結成したバンド“BIGNOUN (ビッグナウン)”が、伊地知潔（Dr / ASIAN KUNG-FU GENERATION）が主宰するレーベル「monochro records」から 1st Album『BIGNOUN』をリリースする[1]。アルバムのマスタリングには中嶋が敬愛するジョン・メイヤーのマスタリング・エンジニアでもある  グレッグ・カルビ（英語版）を起用。収録曲"Friction"がFMラジオパワープレイ、海外ドラマチャンネルFOXチャンネルの1月度イチオシMusic Video「さきどり」にも決定。
- 2014年08月10日 -  2nd Solo Album "Yasutaka Nakajima"リリース。　(Amazon ブルース、カントリー部門でダウンロード1位を記録)
- 横浜アリーナで開催された"NANO-MUGEN FES' 2014に出演。
- 東京、名古屋、大阪、台湾にてツアーを開催。(ツアーファイナルワンマンライブは渋谷JZ Brat Sound of TOKYO)
- 2015年11月15日 - Yasutaka Nakajima 10th Anniversary special one-man show! を渋谷LastWaltzにて開催。
- 2016年3月8日 天月-あまつき- Line Liveにてギター＆コーラス参加。(以後、全ツアーに参加。現在は音楽監督としてライブサウンドプロデュースを担当。）
- 2016年6月 フジテレビ"SMAP×SMAP"にて、"糸"の生演奏でSMAPと共演（ギター&コーラス）。
- 2017年4月 家入レオ 5th Anniversary Live at 日本武道館　にギター＆コーラスで参加。
- 2017年11月 舞浜アンフィシアターで開催された（計４公演）音楽朗読劇 "THE BLACK PRINCE"の主題歌、挿入歌を担当、公演にはボーカル&ギターで参加。
- 2017年12月　Pile Live at Budokan -Pile feat. ラブライブ！-日本武道館公演にて音楽監督＆ギターで参加。

（Pileのライブには2016.5.22のTokyo Dome City Hallから参加、以来、アジアツアーVol.1&Vol.2、国内ツアーにも参加し、現在は音楽監督も務める)
- 2018年７月　あんさんぶるスターズ! DREAM LIVE -2nd Tour "Bright Star" にギターで参加。（幕張メッセ、インテックス大阪にて7日間開催）以降、全ツアーギターで参加。以後全てのライブに参加。（現在は7thまで開催。）
- 2018年8月　天月-あまつき-　日本武道館公演"Loveletter from Moon"にて音楽監督&ギターで参加。
- 2018年9月　音楽朗読劇 博多座声歌舞伎 "VOICARIONⅢ" "信長の犬"の主題歌、挿入歌を担当、公演にはボーカル&ギターで参加。(博多座にて２日間開催,2019年に博多座にて再演もされる。)
- 2019年11月 活動名をyas nakajima に改名。同時に1st single"BLUE BICYCLE"をリリース。
- 2020年3月 クリスハートの"全国ツアー2020～Love is Love～（愛を歌う）"に音楽監督、ギター、コーラスとして参加。
- 2020年9月 音楽朗読劇 博多座声歌舞伎 "信長の犬"が帝国劇場にて上演される。（７日間、計14公演。）朗読劇の上演は帝国劇場が開演して１００年以上の歴史の上で初。そのステージで主題歌の歌唱、ギターを担当。本作品が同年、声優アワードにて"シナジー賞"（作品賞に該当する賞）を受賞。朗読劇史上初の快挙となる。
- 2021年7月14日 クリスハートのアルバム"Complex"にて世界的ベーシストのNathan East(ネーサン・イースト)と共演。また、同アルバム収録曲"波 feat.Nathan East"（インスト楽曲）では、クリスハート、ネーサンイーストと共に作曲を担当。
- 2022年8月 天月-あまつき-初となるアリーナツアー（神戸ワールド記念ホール、横浜MMぴあアリーナ）にて開催。音楽監修、ギター＆コーラスで参加。翌年、2023年3月には初となる代々木第一体育館２DAYS公演を開催。音楽監修、ギター＆コーラスで参加。
- 2022年11月 有明アリーナで開催されたソードアート・オンライン10周年記念ライブ "ソードアート・オンライン-フルダイブ-"でギターで参加。梶浦由記氏率いるSAOバンド（F.B.M.）のサポートギタリストとして参加。(出演者は、藍井エイル,ASCA,ReoNa,春奈るな,LiSA)是永巧一氏とのツインギターを担当。
- 2022年12月クリス・ハートのクリスマスアルバム"Christmas Hearts2"にて共同プロデュースを担当。
- 2023年2月元宝塚歌劇団星組トップスター（現在はミュージカル、舞台、女優としてなど様々な分野で活躍中）の"柚希礼音"のビルボードツアーにて音楽監修、ギター&コーラスで初参加。

- 自身のソロ活動を軸にライブ、レコーディングに数多く参加中。ジャンル世代にとらわれない幅広い音楽性、卓越したセンス、存在感のあるボーカル、ステージパフォーマンスに様々なアーティスト、ミュージシャンから支持を得ている。

## 共演アーティスト（ライブ、レコーディング、TVサポート）

### 国内アーティスト
- AI
- 愛内里菜
- アイドルマスターSideM
- 藍井エイル
- アキ・ローゼンタール
- Aqoursラブライブ!サンシャイン!!
- 朝倉あき
- ASCA
- 天月-あまつき-
- amiinA
- 彩吹真央
- 有尾文也 (JULEPS)
- ＋α/あるふぁきゅん。
- un:cあんく
- あんさんぶるスターズ!
- 家入レオ
- 石井竜也
- 石井正則
- 石田彰
- 伊藤祥平
- 稲垣潤一
- 井上和彦
- イルカ
- UEBO
- 内田雄馬
- ウマ娘プリティーダービー
- AKB48
- 江口拓也
- エハラマサヒロ
- 遠藤正明
- 凰稀かなめ
- 大河元気
- 大黒摩季
- 太田裕美
- 大原櫻子
- 緒方恵美
- 岡部麟(AKB48)
- 置鮎龍太郎
- オンゲキ
- 小野友樹
- 甲斐田ゆき
- 梶浦由記
- 梶裕貴
- 柏原芳恵
- カノエラナ
- 華原朋美
- 上木彩矢
- 北園涼
- 北原愛子
- 鬼頭明里
- 杏子
- CYaRon!ラブライブ!サンシャイン!!
- キラッとプリ☆チャン
- 釘宮理恵
- Crystal Kayクリスタルケイ
- クリスハート
- 栗林みな美
- 96猫
- けいちゃん
- Gero
- 郷ひろみ
- 是永巧一 (REBECCA)
- 近藤房之助
- さかいゆう
- 崎山つばさ
- さくらみこ
- 佐香智久
- Psalm
- しぐれうい
- 島﨑信長
- 紫吹淳
- 不知火フレア
- JULEPS
- 志麻（浦島坂田船）
- 下野紘
- SHAKALABBITS
- SKA SKA CLUB
- 鈴木雅之
- 鈴村健一
- STARMARIE(スターマリー)
- Sphereスフィア
- SMAP
- 諏訪部順一
- 渋沢葉
- SHOGO (175R)
- そらる
- 高橋みなみ
- 高橋広樹
- 伊達幸志
- TEAM SHACHI
- 超学生
- ちょこらび
- REALIVE!~帝都神楽舞隊~
- 津田健次郎
- 土岐隼一
- Toshi Yanagi
- となりの坂田(浦島坂田船)
- トミタ栞
- ドーリィドルチSHOW BY ROCK!!
- ドレシプリパラ
- 豊永利行
- 中井和哉
- 中西圭三
- 中村悠一
- 夏代孝明
- 浪川大輔
- 新田恵美
- Pile
- 朴璐美
- 初音ミク(HATSUNE MIKU)
- 花鋏キョウ
- 緋赤エリオ
- 春奈るな
- 平田広明
- 広瀬香美
- 藤原さくら
- 伏見ガク
- 古川慎
- 保志総一郎
- 星街すいせい
- 本間ひまわり
- 真琴つばさ
- 松室政哉
- Mia REGINA
- 水田航生
- 宮野真守
- 向井地美音(AKB48)
- Muvidat
- めいちゃん
- FIRE HORNS
- 安元洋貴
- 山木秀夫
- 山路和弘
- 山口勝平
- 山崎まさよし
- 山寺宏一
- 山森大輔
- 勇気ちひろ
- 柚希礼音
- Run Girls, Run !
- LiSA
- R!N
- Luz
- REI MASTROGIOVANNI
- ReoNa

### 海外アーティスト
- Nathan Eastネーサン・イースト
- Angero Moore(FISHBONE)
- ESNAVI(New York)
- Kat Mcdowell(U.S.A.)
- Kieran Strange(Canada)
- Steph Pockets(U.S.A)
- Aimee Blackschleger(U.S.A)

## 本人作品
SLAVE DRIVER
- 1st Single : -ES- w/friends (完売)
- 2nd Single : 鼓動 w/therapy is music (完売)
- 3rd Single : You've got a chance w/運命-SADAME- (完売)

スピカ
- 1st Album : 虹色ドライブ

- 2nd Album : 夢で見た場所

- 3rd Album : 陽のあたる場所

- 4th Album : かざぐるま
- 5th Album : BEST!!!

BIGNOUN(ビッグナウン)
- 1st Album : BIGNOUN

中嶋康孝ソロ作品
- 1st Album : TOKYO
- 2nd Album : YASUTAKA NAKAJIMA

yas nakajima作品
- 1st Single : BLUE BICYCLE

## 参加作品
ア行
- アイドルマスター SideM 超常事変～対立スル正義～ 主題歌「幻想のUtopia」ギター参加

- アキ・ローゼンタール "ヒロインオーディション" ギター参加

- 天月-あまつき- 2nd アルバム "箱庭ドラマチック" M-15 "グッバイドラマチック" 作曲共作
- 天月-あまつき- 3rd single「Mr.Fake/ツナゲル」 初回限定盤B DVD ライブ映像　ギター&コーラス参加
- 天月-あまつき- 3rd アルバム"それはきっと恋でした "M-1 "アストロスト" M-6 "Mr.Fake"M-7 "マリオネットラヴァーズ"　M-8 "かいしんのいちげき"  M-11 "ガラクタモンスター" M-14 "ツナゲル"ギター参加 ＋DVDライブ演奏
- 天月-あまつき- シングル "恋人募集中" M-3 "恋に溺れて" M-4 "Starman!!!" ギター参加
- 天月-あまつき-　動画  "カタオモイ"、"君はロックを聴かない"、"打上花火"(96猫&天月)、"ベリーメリークリスマス"、 "マリオネットラヴァーズ"、"かいしんのいちげき"、"かいしんのいちげき（初音ミクVer.）"、"lemon"、"お願いマッスル"、"アイビー＂,"カラフルタッグチーム"、心絵、ヒバナ(天月×超学生)、DAYBREAK FRONTLINE(天月×un:c)

"儚きゴースティング","letters to me","無責任せんせーしょん","かさねうた(CRカップテーマソング)"ギター参加
- 天月-あまつき-　MV演奏参加　"君が僕の心に魔法をかけた"、"DiVE!!"、"きっと愛って"、"儚きゴースティング"、"空の飛び方"
- 天月-あまつき-　「Loveletter from Moon」at 日本武道館 LIVE FILM Blu-ray＆DVD 音楽監督、全曲ギター&コーラス参加
- 天月-あまつき-プロデュース　CRカップテーマソング "かさねうた" ギター参加
- 天月-あまつき- 4thアルバム "星霜ロマンスポット" M4 無責任せんせーしょん M5 ぶるーみんぐ M11 ヘイトスピーチ(天月×まふまふ)ギター参加

- amiinA （アミーナ）1st Album 「Avalon」M-2 Avalon , M-7 cocoon ギター参加

- 有尾文也(JULEPS) 1st Mini Album "all right!" 全曲プロデュース、ギター参加　(M-4 オレンジ 作曲)

- あんさんぶるスターズ! アルバムシリーズ "Trickstar" M-4 "Welcome to the Trickstar", M-10 "STARSEEK WAYFARER", M-13 "MAGICIAN'S PLAY!" ギター参加
- あんさんぶるスターズ! アルバムシリーズ　"EDEN" M-6 Sunlit Smile!, M-10 Back-allay Monologue(蓮 ジュンsolo) ギター参加
- あんさんぶるスターズ! アルバムシリーズ　"MaM"  M-3 "君印 Be Ambitious!!" ギター参加
- あんさんぶるスターズ！アルバムシリーズ　"Ｓｗｉｔｃｈ"　M-9  "ブルーバード・ハミング♪"ギター参加
- あんさんぶるスターズ！アルバムシリーズ　"fine(フィーネ)"  M-10 Amazing☆World ,Ghostic TreatHouse ギター参加
- あんさんぶるスターズ! UNIT SONG CD "ALKALOID" M-2 翼モラトリアム　ギター参加
- あんさんぶるスターズ! UNDEAD "Nightless World"ギター参加 (この楽曲では、大神 晃牙のギター指導をyas nakajimaが担当。)
- あんさんぶるスターズ! Knigts "Coruscate Breeze"　ギター参加
- あんさんぶるスターズ! Walk with your smile Acoustic ver. ギター参加
- あんさんぶるスターズ！！ ESアイドルソング season1  "Crazy:B"  M-1 Honeycomb Summer ギター参加
- あんさんぶるスターズ! 6th Anniversary song "FUSIONIC STARS!!" ギター参加
- あんさんぶるスターズ! TVアニメ　第２クールOP主題歌"キセキ＂ギター参加
- あんさんぶるスターズ! Ring.A.Bell "Aisle, be with you" ギター参加
- あんさんぶるスターズ！ Starry Stage 2nd ～in 日本武道館～　Knights "Article of faith" 　ギター参加
- あんさんぶるスターズ！DREAM LIVE - 2nd Tour “Bright Star!”- Blu-ray＆DVD  全曲ギター参加
- あんさんぶるスターズ！DREAM LIVE - 3rd Tour "3rd Tour Double Star!" - Blu-ray＆DVD  全曲ギター参加
- あんさんぶるスターズ！DREAM LIVE - 4th Tour "Prism Star! -Blu-ray Blu-ray＆DVD  全曲ギター参加
- あんさんぶるスターズ！DREAM LIVE - 5th Tour "Stargazer" -Blu-ray Blu-ray＆DVD  全曲ギター参加
- あんさんぶるスターズ！DREAM LIVE - 6th Tour "Synchronic Sphere" -Blu-ray Blu-ray＆DVD  全曲ギター参加

- 家入レオ LEO IEIRI 5th Anniversary Live at 日本武道館　ライブ映像 Blu-ray DVD　全曲ギター&コーラス参加

- ウマ娘プリティーダービー Season 2 "願いのカタチ"(トウカイテイオー CV. Machico) *ウマ娘2期10話エンディングテーマ曲 アコースティックギター参加
- ウマ娘プリティーダービー Season 2 "木漏れ日のエール"(トウカイテイオー (CV. Machico)、メジロマックイーン (CV. 大西沙織))*ウマ娘2期season2 エンディングテーマ曲 ギター参加

- 小野友樹　mini Album「Friend Tree Wonderland」 M- 4 "お菓子の森の可笑しな君"  ギター参加
- 小野友樹　mini Album 「Winter Voice Friends」　M-6 "祝福を、君に"　ギター参加

- 江口拓也　2ndミニアルバム「EGURand」収録曲 M5 "SŌIUMONDA"　ギター参加

- 遠藤正明　7th オリジナルミニアルバム"(e)7" M5 "さよならしてグッバイ" ギター参加

- ONGEKI（オンゲキ） Vocal Collection 07　M-1 MAKING!ハイタッチ! ギター参加
- ONGEKI（オンゲキ）ONGEKI Vocal Party 03 M-2 反撃！突撃！Back to Back! アコースティックギター&ガットギター参加
- ONGEKI（オンゲキ）"おやすみのうた"　ギター参加

- 音楽朗読劇READING HIGH 5周年記念公演『YOUNG WIZARDS~Story from 蘆屋道満大内鑑~』Bru-ray&DVD（出演:宮野真守,中村悠一,諏訪部順一,浪川大輔,鬼頭明里,津田健次郎,朴 璐美 音楽:村中俊之)　ボーカル＆ギター参加

カ行
- 北原愛子15thシングル カップリング曲 "ありがとう"　作曲、編曲、ギター参加
- 北原愛子17thシングル カップリング曲 "ラベンダー" 作曲、編曲、ギター参加
- 北原愛子『AIKO KITAHARA BEST』収録曲 "眠れない夜のどこかで" 作曲、編曲、ギター参加
- 北原愛子12thシングル "もしも生まれ変わったらもう一度愛してくれますか?"(テレビ朝日系アニメ『内閣権力犯罪強制取締官 財前丈太郎』エンディングテーマ) 作曲、編曲、ギター参加

- 鬼頭明里 2ndアルバム「Luminous」収録曲 M1 "BYERONY" M7 "グッドモーニング" ギター参加

- キラッとプリ☆チャン♪ソングコレクション〜2ndチャンネル〜 DX  M-4,M-8 "フォーチュンカラット"(CV 三森すず子) ギター参加
- キラッとプリ☆チャン♪ソングコレクション～メルティックスター チャンネル～ M-4 La La Meltic StAr  (cv.芹澤 優、若井友希、森嶋優花) ギター参加

- クリスハート Album「Complex」

M2 "monochromatic",M4 ちゃんと~mother's blues~(Complex Ver.)←アレンジにも参加,M5 All I want is you,M6 GOING UNDER,M8 Interlude,M9 コンプレックス,M11 Breath again,M12 迷子のサンライズ,M14 In The End ギター参加
M10 波 feat. Nathan East 作曲、ギター参加
- クリスハート Album "Christmas Hearts2"共同プロデュース参加

M2 ゲレンデがとけるほど恋したい M3 Rockin' Around The Christmas Tree M5 チキンライス with Tsukiko Nakamura(アレンジも担当) M6 ジン ジン ジングルベル M7 Santa Tell Me with HIKKA ＊ギター参加
- 栗林みな美 37th single "aim"　ギター参加

- けいちゃん　Album 「殻落箱」 M7 "般若-HANNYA- ギター参加

サ行
- 佐香智久　Album 「キミの耳にラブソングを」 M-2 "シュガーソングとビターステップ"、M-6 "Mr.Rainy"(集英社「マーガレット」連載「 ショートケーキケーキ」イメージソング)　ギター参加
- 佐香智久　Single  「不完全モノクローグ」(TVアニメ『抱かれたい男1位に脅されています。オープニングテーマ)　ギター参加（ソロ、その他）

- 佐藤めぐみ(JULEPS) 1st Mini Album "Meg Melody" 全曲プロデュース

- Psalm（サーム） single "サームの応援歌/Promise you"　収録曲 "サームの応援歌" ギター参加

- シアトリカルライブ第4弾「THE BLACK PRINCE」(DVD2枚組)  全編　ボーカル、ギター参加

- しぐれうい "Pris-Magic" ギター参加

- SHAKALABBITS 1st Acoustic Album [LIVE会場限定盤]  収録曲 "シルク" "満点の星を探そうとも空は見ない" ギター参加 "Roller Coastar"コーラス参加
- SHAKALABBITS 1st Acoustic Album [ヴィレッジ・ヴァンガード限定盤]　"シルク"　ギター参加
- SHAKALABBITS ライブDVD "ハレルヤサーカスアコースティックショウ" 全編ギター参加

- JULEPS（ジュレップス） 1st Mini Album "ORIGINAL BLEND" 収録曲　"うわきなDNA"　編曲、ギター参加
- JULEPS 1st Full Album "I love you song" 収録曲　"もう少しだけ"　作曲、編曲、ギター参加

- 不知火フレア "全力ジャンピング!" ギター参加

- Sphere(スフィア)　21st シングルCD "best friends" M-1 best friends(TVアニメ＂ゾイドワイルド＂第４クールエンディングテーマ)　ギター参加

- ソードアート・オンライン -フルダイブ-(出演アーティスト：藍井エイル,ASCA,ReoNa,春奈るな,梶浦由記,LiSA) Bru-ray&DVD ギター参加

タ行
- ちょこらび　MV "シンデレラガール" ギター参加
- ちょこらび 2nd Album "チョコレートファンタジー" M14 アイドル大作戦!! ギター参加

- TEAM SHACHI "JIBUNGOTO"　ギター参加
- TEAM SHACHI "番狂わせてGODNESS"　ギター参加

- REALIVE!~帝都神楽舞隊~ 1st シングル Virgin Sky/愛が有る限りここにいる M-2 愛がある限りここにいる　ギター参加

- 土岐隼一 1st mini Album「True Gazer」M-2 "Adolescence"　ギター参加

- 寺島拓篤 "ファントムライツ"　ギター参加

- となりの坂田(浦島坂田船)　Album 「キミに伝えたいこと-Message for you-」　M-1 "サニーデイ" ギター参加

- Dr.Madd Vibe(Angelo moore from FISHBONE) Album "Dr.Madd Vibe's "　収録曲　"Gapporibushi" "Hai Soremadeyo" "Shonen Jidai" ギター参加

- ドーリィドルチ(SHOW BY ROCK!!)　"カレードスコープフェアリー" ギター参加

- ドレシ(プリパラ) "My Way Star⭐︎" ギター参加

ナ行
- 新田恵美　Single CD "Sing Ring" M-3 "ORATIO"（オンラインアクションゲーム"アラド戦記"オリジナルアニメ＂アラド:逆転の輪 オープニング主題歌） ギター参加

ハ行
- Pile(パイル) SPECIAL LIVE!!! 「P.S.ありがとう...」at TOKYO DOME CITY HALL (LIVE DVD) ギター参加
- Pile 6th single「絆Hero」 初回限定盤B DVD ライブ映像　ギター参加
- Pile 7th single 「Lost Paradise」ギターソロ参加 *初回盤A　Music Video ギター参加
- Pile Live at Budokan（日本武道館）　Bru-ray&DVD   全編 音楽監督&ギター参加

- 花鋏キョウ "Under"　ギター参加

- Hama(Psalm) ソロアルバム　"祈り"  M-3　"すれ違う前に伝えなきゃ" 、M-4 "そばに。。"　ギター参加

- FIRE HORNS  3rd Album "CREAM EXPLOSION"   M-2 Miracle 、M-10 LOWRIDER ギター参加

- 伏見ガク "JUNKS FLOWER" ギター参加

- 古川慎　2nd Single "地図が無くても戻るから" (TVアニメ『ワンパンマン』第2期のエンディング主題歌) アコーステックギター参加
- 古川慎 1st Album "from fairytale" M-8 気ままに見えるかい？,M-10 愚者の跳躍　ギター参加
- 古川慎 "Craving" ギター参加

- VOICARION III(ヴォイサリオン) 博多座声歌舞伎 ～信長の犬～　DVD 　全編ヴォーカル、ギター参加

- 星街すいせい(アイドルVtuber)　２周年記念３rdオリジナルソング　"NEXT COLOR PLANET" ギター参加

- 本間ひまわり "Pa-Pa-Paザ★PARTY★NIGHT★　ギター参加

マ行
- 松室政哉　EP "きっと愛は不公平"  M-3 "Jungle Pop" ギター参加
- 松室政哉　"ゆけ。"  ギター参加　 ドラマ"六本木クラス"挿入歌

- Mia REGINA シングル"月海の揺り籠" M2 Dear!!! ギター参加

- Muvidat(ムビダット) 1st Mini Album 「Muvidat」　全曲ギター参加

ヤ行
- 山寺宏一 オリジナル音楽朗読 "Baker's Clock" ギター参加

- 勇気ちひろ　"Ultramarine Sky-瑠璃色の空- ギター参加

ラ行
- ラブライブ!サンシャイン!! Aqours 未体験HORIZON M-2 Deep Resonance ギター参加
- ラブライブ!サンシャイン!! CYaRon! Braveheart Coaster M-3 コドク・テレポート　ギター参加

- Run Girls, Run！ シングルCD 「ダイヤモンドスマイル」 M-2 "青春アルゴリズム"　ギター参加
- Run Girls, Run！(森嶋優花) "感情にダッシュ" ギター参加

- R!N 3rd Album 「Memento」　M-7 "TRUE COLORS" ギター参加

- ルミナスウィッチーズ "まっしろリボン"、"みんなの世界" ギター参加

- REI MASTROGIOVANNI mini Album "mint" 収録曲 "CRITICAL HIT" "SURFACE ANEW" ギター参加
- REI MASTROGIOVANNI Album "REI MASTROGIOVANNI" 収録曲 "HOME" "UNITY"　ギター参加

サントラ、CM、TV、GAME
- TVアニメ "MARS RED" サウンドトラック 全編ギター参加
- TVKドラマ"サンシャイン デイズ" サウンドトラック作曲、演奏  主演 西原亜希
- NHKドラマ『ワイルドライフ〜国境なき獣医師団R.E.D.〜』サウンドトラック作曲、演奏　主演 市原隼人、仲里依紗
- 市進ホールディングスWebCM 音楽プロデュース
- デイリーマートキャンペーンソング　音楽プロデュース
- ポケモンユナイトテーマソング コーラス参加
- 舞台村上海賊記サウンドプロデュース 作曲、演奏、アレンジ、ミックス、マスタリング全て担当

## 使用機材
- メインで使用しているエレキギターはFenderのストラトキャスター、マスタービルダーシリーズ。build by Jason Smith(ジェイソンスミス)

その他の使用エレキギター
- PGMギター(24フレット、フロイドローズ使用)*Gibson335、Gibsonレスポール（ゴールドトップ、Special）、Fenderテレキャスター×2
- バンジョー、エレクトリックシタールなども使用。
- メインで使用しているアコースティックギターはMartin D-45。

その他の使用アコースティックギター
- ヤマハギター *2019年〜YAMAHAとアーティスト契約。（主にライブで使用）、K.Yairi、Gibson Hamming bird、Martin000、エレガット(Kyairi.)、12弦ギター(MARUHA)←父親から譲り受けた物ということで、46年前のギター。
- メインで使用しているアンプはTWO ROCK Custom Reverb signature V.1(シリアルナンバー#15) & Fender Bluse Deluxe 。
- サブアンプは、Fender Blues Deluxe re issuer。
- ペダルボードはMarff Designが担当。スイッチングシステムはFree the toneを使用。